# Groupe Renault
El Groupe Renault es un conglomerado francés de empresas fabricantes de automóviles. Se constituyó en 1945 sobre la base del fabricante francés de automóviles Renault, el cual previamente había sido expropiado por parte del Estado francés. Es a su vez, parte fundamental de la constitución de la Alianza Renault-Nissan-Mitsubishi, de la cual es propietaria de un 40% de su paquete accionario (ostentando Nissan otro 40% y Mitsubishi Motors el 20% restante).
Tras la expropiación de las fábricas de Renault a su propietario Louis Renault, el Estado francés creó en 1945 la empresa estatal Regie Nationale des Usines Renault, con la cual tomó a su cargo la producción, administración y representación legal de la marca de automóviles Renault y de sus filiales alrededor del mundo.
Como grupo automovilístico, el Groupe Renault es propietario del 100% de los fabricantes Alpine de Francia y Dacia de Rumania. Al mismo tiempo, es propietario de porcentajes de los paquetes accionarios de Renault Korea Motors (matriz de la marca Samsung), con el 52,88%) y JMEV (joint venture con Jiangling Motors Corporation, con el 50%). Supo ser también propietario de dos divisiones de vehículos preparados: Renault Sport (hoy fusionada con Alpine) y Renault Gordini (desactivada). Asimismo, posee representación deportiva a nivel mundial, con la incursión del equipo Alpine F1 Team, mientras que en competencias de resistencia, supo ganar la edición 1978 de las 24 Horas de Le Mans con su prototipo Renault Alpine A442 y anunció en 2023 su ingreso al Campeonato Mundial de Resistencia para la temporada 2024, nuevamente junto a Alpine, presentando su prototipo para estrenar en la ocasión.
Durante gran parte de su existencia, esta empresa supo representar directamente a la marca francesa en distintos mercados, o bien, tejiendo alianzas con otros fabricantes para desembarcar en otros mercados. Uno de los acuerdos más reconocidos, fueron los pactados con la American Motors de Estados Unidos y con la mexicana Diesel Nacional (Dina), a través de los cuales consiguió ingresar a los mercados de Estados Unidos, Sudamérica y México. Años más tarde, la alianza con AMC se tradujo en la adquisición de dicha compañía y de todas sus filiales por parte de Renault.
En 1999, el Groupe Renault firmó un acuerdo de alianza global con el fabricante japonés Nissan, estableciendo de esa forma la Alianza Renault-Nissan, por la cual el fabricante francés tomó un alto porcentaje del paquete accionario del fabricante japonés. Finalmente y tras la compra del 34% del paquete accionario de Mitsubishi Motors por parte de Nissan, la alianza evolucionó a Renault-Nissan-Mitsubishi, con el fabricante francés como accionista mayoritario.
En otra acción estratégica, se destacó el acuerdo celebrado con el productor sueco de camiones AB Volvo en 2000 por el cual se creó el segundo productor mundial de camiones. De este acuerdo, finalmente Volvo adquirió la división de camiones de Renault, manteniendo el Groupe Renault el derecho de uso de la marca y logotipo de su fabricante de automóviles en dicha división. Tras esta compra, una nueva alianza entre ambos grupos se llevó adelante, con fines relacionados al desarrollo de nuevas arquitecturas para sus vehículos comerciales.

## Historia
Durante la Segunda Guerra Mundial y tras la derrota de la ocupación alemana a manos de los aliados, el movimiento Francia Libre retomó el control del Estado francés, iniciándose el proceso de recuperación de la República Francesa, que culminó el 25 de agosto de 1944, con la Liberación de París. En este sentido y con el objetivo de garantizar la seguridad, una de las primeras órdenes emitidas por parte del flamante gobierno, a cargo del general Charles De Gaulle, fue el de encarcelar y juzgar a todos los franceses que fuesen acusados de colaboracionismo, con el régimen invasor nazi. En este sentido y por haber provisto de armamento al invasor a través de sus fábricas (previamente confiscadas por los alemanes), Louis Renault fue acusado de colaboracionista y encarcelado a la espera de un juicio que nunca llegó, ya que terminó falleciendo en prisión el 24 de agosto de 1944.
Como consecuencia de ello y observando que a pesar del alicaído estado de la industria, el sector automotriz tendría chances de reflotarse, el Estado francés adquirió las fábricas de la Societè Anonime des Usines Renault tras expropiarselas a su fundador, creando sobre su base una nueva empresa de carácter estatal, que fue bautizada como Regie Nationale des Usines Renault.
Tras su constitución, la Regie Renault tomó a su cargo la administración, producción y representación legal de la marca Renault, lo que a su vez significó la asunción del control de la totalidad de las actividades de la marca en el mundo. Una de sus primeras acciones, fue un acuerdo firmado con el ingeniero español Manuel Jiménez-Alfaro, por el cual el 29 de diciembre de 1951, se constituyó en Valladolid la Fábrica de Automóviles Sociedad Anónima (FASA), por la cual se comenzó la producción bajo licencia del Renault 4CV, primer modelo fabricado por la Renault de la posguerra y que representaba la reestructuración de la marca francesa. Años más tarde, Renault amplió su participación en el capital de FASA, renombrando en 1965 a la empresa como FASA-Renault, convertida desde el año 2000 en Renault España.
De la mano de la nueva empresa estatal, Renault comenzó a participar en el mundo del deporte motor, destacándose sus participaciones en competencias de rally, donde sus productos mostraban gran aceptación por su fiabilidad mecánica. Esta circunstancia fue la que años más tarde, en 1955, permitió que el joven industrial y piloto Jean Rédelè, planifique y desarrolle la producción de un prototipo basado sobre la mecánica de un Renault 4CV, en su taller de la localidad francesa de Dieppe. Este prototipo basado en mecánica Renault, fue bautizado como Alpine A106, siendo a su vez, el coche fundacional de la marca de coches deportivos Alpine. Con el paso del tiempo y tras sucesivos acuerdos de cooperación, finalmente Alpine terminaría convertida en una de las principales marcas, propiedad del Grupo Renault. Un modelo icónico, surgido de las primeras cooperaciones entre ambas marcas, fue el Alpine A110, deportivo desarrollado sobre la base mecánica del Renault 8 y que tuvo su cuota de éxito en el campo deportivo al llevarse el primer Campeonato Mundial de Rally, corrido en 1973, conquistando 4 triunfos en la temporada.
Otro frente al que también estuvo atenta la Regie Nationale des Usines Renault, fue la expansión y oferta de su producto en los mercados del mundo. Entre las primeras acciones expansivas que tuvo esta empresa, se destacó el acuerdo celebrado en 1960 con la firma mexicana Diesel Nacional (DINA), por la cual se concretaba el desembarco de la marca Renault en México. Aquel acuerdo, surgió como consecuencia de la ruptura de un acuerdo previo, que DINA mantenía con el fabricante italiano Fiat, posibilitando en poco tiempo la llegada de Renault y el inicio de la producción de su primer automóvil mexicano, el Dauphine. La alianza de estas dos empresas duró hasta 1983, período en el cual se produjeron también los modelos 4, 5, 8, Estafette y una versión mexicana del Alpine A110 que fue bautizada como Renault Dinalpin.
A la par de su arribo al mercado mexicano, Regie Renault decidió implementar una temática similar para desembarcar en los dos mercados más grandes de Sudamérica: Argentina y Brasil. En el primer país, Renault mostró interés en efectuar una alianza con un productor local, para facilitar la producción bajo licencia de sus productos. En ese sentido, en 1959 celebra un acuerdo con Kaiser Jeep Corporation, por el cual se habilitó la producción bajo licencia del Renault Dauphine en las fábricas controladas por la mencionada compañía, en Argentina y Brasil. De esta manera, el 12 de julio de 1960, se inició en la planta de Industrias Kaiser Argentina, la producción del Dauphine. Con el paso del tiempo y ante la salida de la American Motors Corporation (que había comprado a Kaiser Jeep en 1970) del paquete accionarial, Renault aumentó su participación en la sociedad, al punto de absorber de manera definitiva a su socio local IKA, constituyéndose en 1975, la Renault Argentina S.A. Fabricante de automóviles que terminó ganando en popularidad y tradición dentro del mercado argentino.
Por el lado de Brasil, en el mismo año 1960, la producción del Dauphine fue asumida por la Willys-Overland do Brasil, filial local de la desaparecida Willys-Overland Motors, que quedó a cargo de la producción de la marca Jeep. Las negociaciones entre ambas firmas, llevaron a la producción en Brasil de dos versiones locales de los deportivos Alpine A108 y A110, los cuales fueron rebautizados como Willys Interlagos. Sin embargo y cuando se iniciaron las primeras negociaciones para concretar la producción del Renault 12 en dicho país, una crisis económica provocó que Kaiser Jeep haga pública su intención de finalizar sus operaciones en Brasil. El anuncio fue captado por la filial local de Ford Motor Company, quienes terminaron adquiriendo en 1967 las factorías de Willys. Pese a ello, las negociaciones por la producción del Renault 12 fueron aprovechadas y continuadas por Ford de Brasil, con el objetivo de concretar la producción de un coche accesible y de bajo costo. Finalmente, en 1968 dio inicio a la producción del Ford Corcel, el cual respetó toda la base y mecánica del modelo de Renault.
En 1967 se fundó en Rumania, Automobile Dacia, productor local bajo licencia de vehículos Renault. Si bien este fabricante inició su producción construyendo versiones del Renault 8, redenominadas como Dacia 1100, fue gracias al Renault 12 que obtuvo su principal éxito, al producirlo bajo licencia con el nombre de Dacia 1300. Sin embargo, ese sería su único modelo de producción durante más de 30 años, logrando también permisos para producir otros vehículos basados en el Renault 12, llegando a presentarse una versión cupé y una pickup de cabina simple y doble, con opción de tracción a las cuatro ruedas. Por otra parte y durante un corto período, fueron producidas versiones del Renault 20 (rebautizado como Dacia 2000) y de la furgoneta Estafette (Dacia D9 Estafette), al tiempo que comenzaron a aparecer las primeras generaciones del utilitario Dacia Duster (basado en el utilitario ARO 10). La producción bajo licencia de Dacia finalizó, luego de que en 1999, el Grupo Renault terminó de adquirirla, otorgándole mayor independencia en cuanto a la producción de modelos propios.
La actividad de Renault como empresa estatal, continuó hasta el año 1990, cuando se resolvió convertir al fabricante en una sociedad anónima. Para 1996, la empresa se terminó de privatizar, comenzando un nuevo período de expansión, gracias al cual en 1999 estableció las bases para crear una alianza con el fabricante japonés Nissan, que le terminó abriendo las puertas del mercado asiático y el retorno al mercado mexicano, donde Nissan se encontraba bien asentado. De esta manera y tras concretar la compra del 15% de las acciones de Nissan, la actividad del Grupo Renault se globaliza, creando la Alianza Renault-Nissan, la cual a su vez, permitió a Nissan recapitalizarse y adquirir el 34% del paquete accionario de Mitsubishi Motors, provocando una nueva evolución en su alianza con el Grupo Renault.

## Deportes

### Fórmula 1

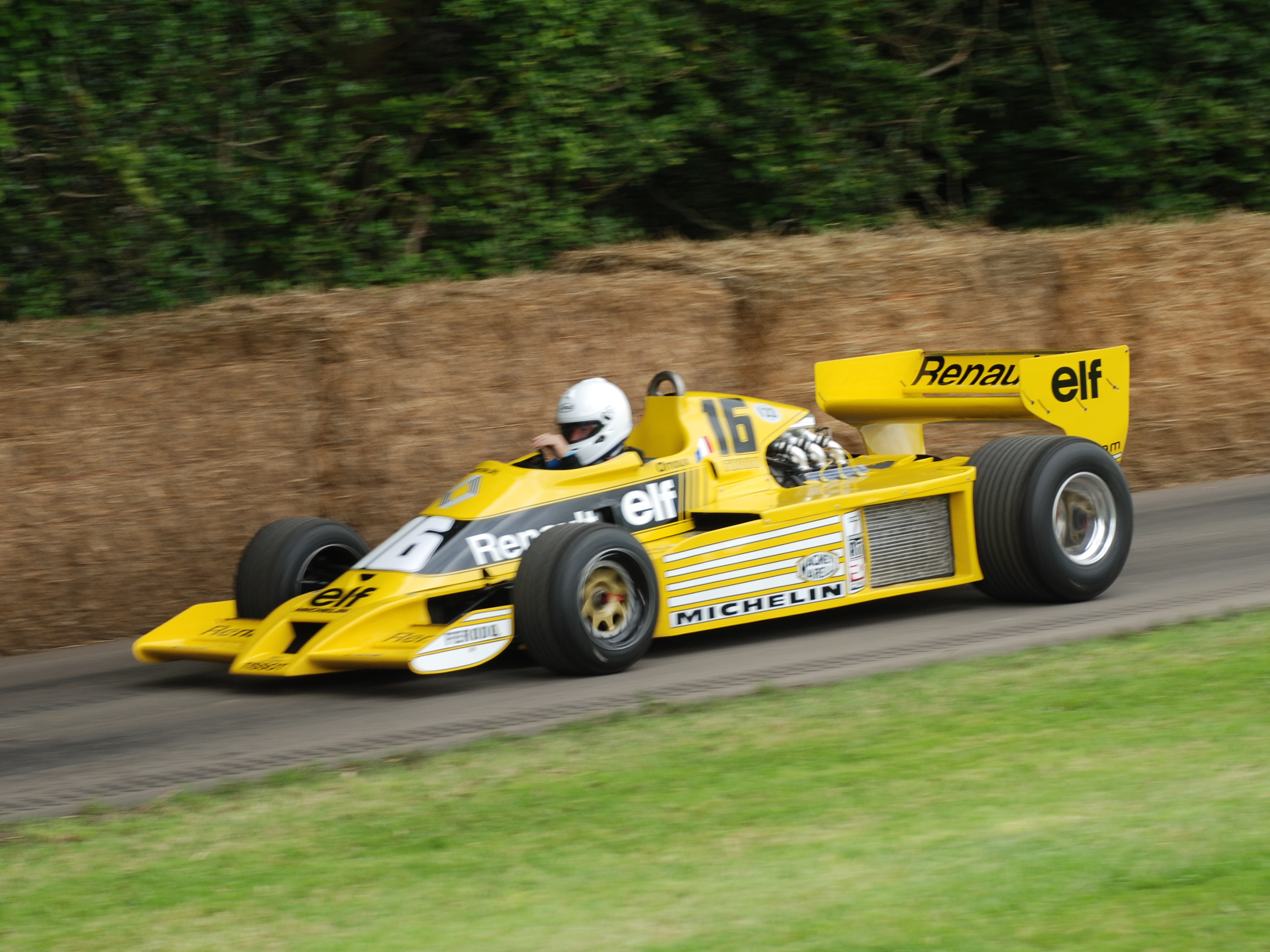
Renault RS01, primer Renault de Fórmula 1.

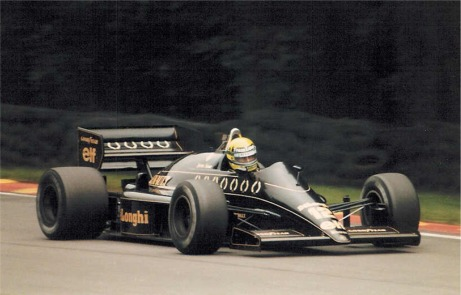
Lotus 98T, motorizado por Renault.

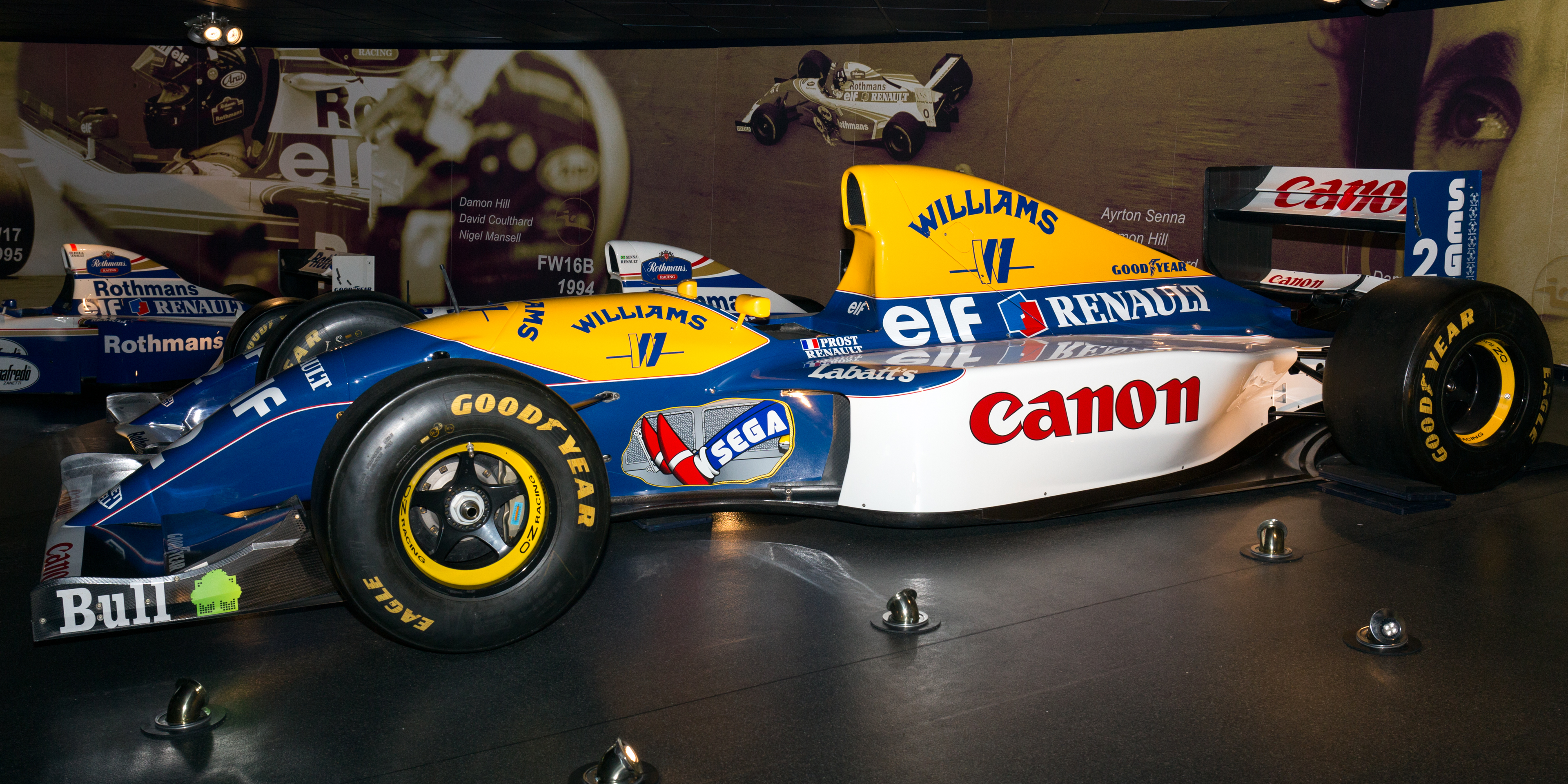
Williams FW15C, campeón de 1993 con motores Renault.

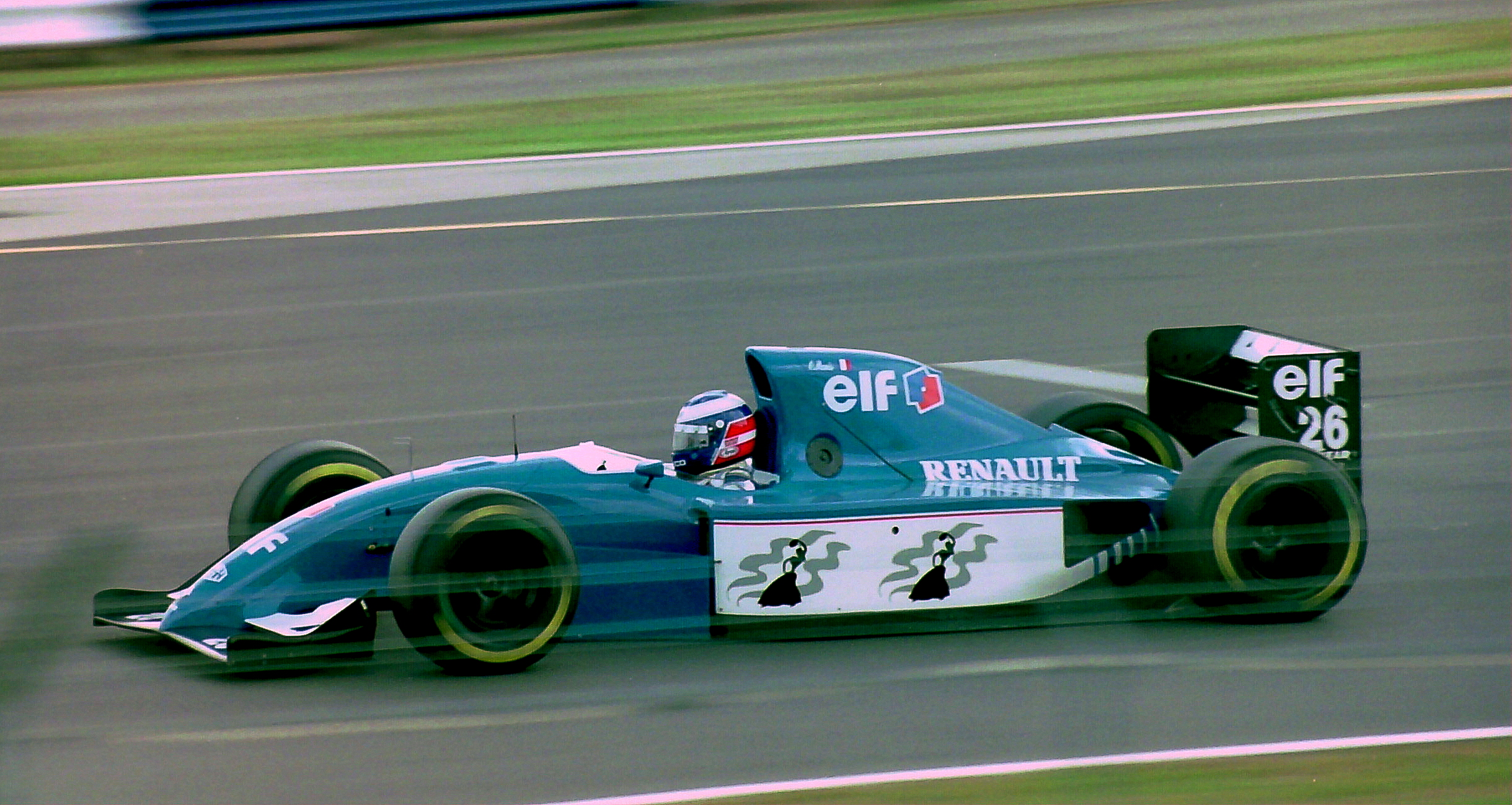
Ligier supo ser otra escudería que fuera abastecida por motores de Renault. Su vinculación duró dos períodos, entre 1985-1986 y entre 1992-1994.

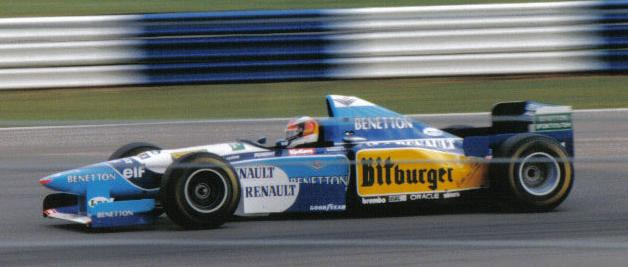
Benetton B195, campeón de 1995 con motores Renault.

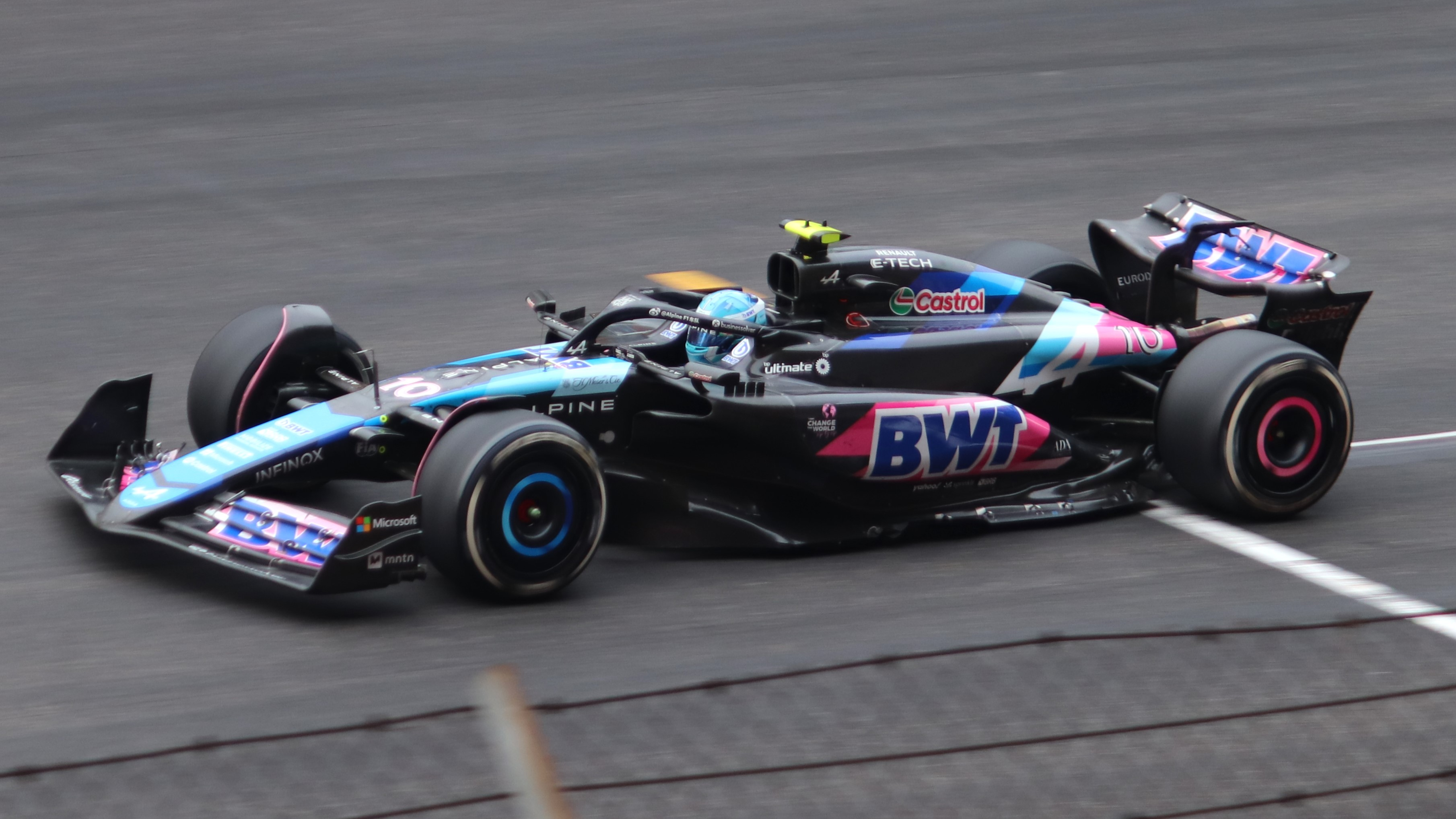
Alpine A524 de la temporada 2024, motorizado con unidad de potencia de origen Renault. Este modelo es de los últimos de la mencionada escudería impulsados por su marca matriz, tras anunciar un acuerdo con Mercedes-Benz a partir de 2026.

En la Fórmula 1, el Groupe Renault participa actualmente a través de su propia escudería, denominada desde 2021 como Alpine F1 Team, con el fin de promocionar a través de la misma a su marca de automóviles deportivos Alpine. La escudería tomó dicha denominación, tras el anuncio de fusión de su marca Alpine con Renault Sport, la división deportiva del grupo que tenía a su cargo la representación deportiva de la marca Renault a nivel mundial.
Previo a esto, Renault tuvo una amplia participación en la Fórmula 1, ya sea como proveedor de motores para otras escuderías, como presentando su propio equipo de carreras. En este aspecto, su primera participación en la Fórmula 1 se concretó en 1977, cuando en las últimas 5 fechas de la temporada el equipo fue habilitado para competir, haciendo su presentación una única unidad de su prototipo RS01, con Jean-Pierre Jabouille como piloto principal. Este coche estuvo equipado con un motor de 6 cilindros en V de 1.5 litros de cilindrada y con la novedad de incorporar un turbocompresor, algo que fue toda una innovación de cara a los años posteriores de la categoría, aunque las primeras experiencias del bólido amarillo no fueron satisfactorias, ya que no alcanzó a completar ninguna competencia final. En 1978, el equipo repitió la fórmula incorporando la preparación de su división Renault Gordini, pero teniendo resultados muy similares, desertando en la mayoría de los Grandes Premios. Pese a ello, Jabouille alcanzó los primeros puntos de la marca francesa en el Gran Premio de los Estados Unidos, al arribar en cuarta colocación, a pesar de haber sido la penúltima fecha de la temporada. Para 1979,  el equipo amplió su participación a dos pilotos, confirmando a Jabouille y contratando a su compatriota René Arnoux. A pesar de nuevamente penar con los abandonos, el equipo se despachó con su primera victoria al conquistar su piloto insignia Jabouille, el Gran Premio de Francia de 1979 corrido en Dijon-Prenois. Pero lo que llamó la atención en aquella jornada, no fue solamente la victoria del equipo local, sino también la gran actuación de su segundo piloto Arnoux, quien protagonizó un vibrante duelo por el segundo lugar del podio con el Ferrari del canadiense Gilles Villeneuve, quedándose finalmente con el tercer puesto y posicionando a ambos pilotos franceses por primera vez arriba de un podio. Aquel triunfo significó también el primero de una unidad equipada con un motor turbocomprimido, estableciendo un nuevo hito en la historia de la categoría.
Las acciones de Renault como escudería de Fórmula 1 se detuvieron por primera vez, tras la temporada de 1983, llevando como representantes al francés Alain Prost y al estadounidense Eddie Cheever. Sin embargo, en esta misma temporada se dio inicio a una nueva etapa de la marca en la F1, al comenzar a fungir el rol de suministrador de motores. La primera experiencia, tuvo como primer cliente al Team Lotus, que a pesar de haber iniciado el torneo con sus clásicos motores Cosworth DFV de 3.0 litros, ya en la segunda fecha inició un contrato parcial con Renault para suministrar motores para el coche piloteado por el italiano Elio De Angelis. A partir del Gran Premio de Gran Bretaña, válido por la novena fecha del calendario, las dos unidades del equipo Lotus ya estaban abastecidas con motores de Renault, sumándose así el monoplaza del inglés Nigel Mansell. La última temporada del llamado Equipe Renault Elf fue sin embargo de las mejores en su paso por la categoría, habiéndose alzado Alain Prost con cuatro triunfos y tres podios más que le permitieron luchar por el campeonato, el cual finalmente terminó resignando por dos unidades, ante el brasileño Nelson Piquet con su Brabham-BMW. Al mismo tiempo y gracias al accionar de Eddie Cheever, el equipo alcanzó el subcampeonato de constructores por detrás de la Scuderia Ferrari.
En 1985 el equipo volvió a competir, sin dejar de lado su rol como proveedor de impulsores para el equipo Lotus, pero agregando nuevos clientes como Tyrrell Racing y el Equipe Ligier. La actuación del equipo oficial, muy inferior en comparación con sus clientes, resultó tan determinante que tras esta temporada, se terminó tomando la resolución de enfocar los esfuerzos a partir de 1986 en la construcción y provisión de motores. Apenas dos podios cosechados por Patrick Tambay y el séptimo puesto del campeonato de constructores sería el pobre balance al cierre del campeonato, en comparación con el cuarto puesto obtenido por Lotus (con dos victorias de Ayrton Senna y una de Elio de Angelis) y el sexto de Ligier (con tres podios de Jacques Laffite y uno de Philippe Streiff). Para 1986, Renault conservó a sus tres clientes del año anterior, logrando entrar en la discusión por el campeonato, gracias al accionar del brasileño Ayrton Senna del Team Lotus. Las dos victorias y 8 podios conquistados por el brasileño, lo pusieron en la lucha por el campeonato con los pilotos de Williams-Honda Nelson Piquet y Nigel Mansell, más el campeón defensor Alain Prost de McLaren-TAG. Senna acabaría el torneo en cuarta colocación, pero Lotus-Renault obtuvo el tercer puesto del campeonato de constructores. A pesar de ello, los tres equipos clientes optaron por no renovar sus contratos con Renault para 1987, hallándose por primera vez la marca francesa fuera del ámbito de la Fórmula 1.
La salida de Renault tras la temporada 1986, tuvo su punto final en la temporada 1989, al celebrar un nuevo acuerdo con la escudería inglesa Williams Grand Prix Engineering, dando inicio a una de las etapas más exitosas de la marca francesa en la categoría. Pese al abrumador dominio que llevaron a cabo a lo largo de esos años la escudería McLaren (clásica rival de Williams) junto al proveedor japonés Honda, la alianza Williams-Renault dio pelea en los distintos torneos, hasta que en 1992 se alzó con su primera doble corona, al obtener Nigel Mansell su único título de Fórmula 1 y Williams su primer título de constructores en alianza con Renault. Para 1993, un conflicto de intereses entre Mansell y Williams decretó la salida del equipo del campeón reinante y el ingreso de Alain Prost para defender los logrado el año anterior. Con un monoplaza como el Williams FW15C, catalogado como muy avanzado para su época gracias a la implementación de asistencias electrónicas, sumadas a la fiabilidad de su motor Renault RS5 de 10 cilindros en V, Prost conquistó de manera inapelable el título, logrando su cuarta corona personal y la segunda consecutiva para la alianza Williams-Renault. Sin embargo y como una repetición de lo ocurrido el año anterior, Prost anunció de manera voluntaria su retiro de las pistas, dejando el camino libre para que Williams concrete el fichaje de otro piloto que supo ser su rival en épocas anteriores: Ayrton Senna. Por esos años, Renault también consiguió recuperar a un antiguo cliente, al volver firmar en 1992 un acuerdo con el Equipe Ligier, aunque sin resultados relevantes para este equipo, por lo que tras la temporada de 1994, terminaron concluyendo su vínculo.
La temporada 1994 representó un trago agridulce para el tándem anglo-francés, ya que a pesar de haberse asegurado los servicios del brasileño Ayrton Senna tras la salida del campeón reinante Alain Prost, el equipo debió lidiar con una nueva normativa que prohibió el uso de las asistencias electrónicas, por lo que el nuevo Williams FW16 representó todo un desafío para los ingenieros de Williams de adaptarse a un reglamento lo más analógico posible. Lamentablemente, lo que se había presentado como un proyecto ambicioso para reafirmar lo logrado en los años anteriores, se terminó convirtiendo en la peor tragedia en la historia del equipo, con la muerte de Senna en el circuito de Imola, durante el Gran Premio de San Marino. Múltiples cuestionamientos y acusaciones llovieron sobre la escudería tras el siniestro, apuntando principalmente a la fiabilidad del monoplaza y su construcción. Tales dudas parecieron haber sido despejadas con el correr del campeonato, habiéndose presentado una nueva especificación de chasis, denominada "FW16B", quedando la responsabilidad de la representación del equipo en manos del británico Damon Hill, quien batalló hasta la última fecha por obtener el título, perdiéndolo por un punto y con polémica incluida, ante el alemán Michael Schumacher de Benetton-Ford. El resultado terminó dejando un sabor extraño en el equipo, que gracias al accionar de Hill y del escocés David Coulthard y el inglés Nigel Mansell que se alternaron el manejo del monoplaza número 2, alcanzó a retener el título de constructores, logrando así el tercer título de Renault como proveedor de motores.
Tras la temporada de 1994 y ante la derrota sufrida a manos de Benetton en el rubro pilotos, Renault reafirma su compromiso con Williams para la temporada 1995, pero ante la rescisión del contrato con Ligier, la marca francesa asume el desafío de proveer motores a la escudería campeona de pilotos, Benetton. De esta manera, Renault se aseguró la continuidad, suministrando motores a los dos últimos contendientes por el cetro de la F1. La estrategia le funcionó perfectamente a Renault, ya que nuevamente los títulos se terminaron por definir entre sus dos principales clientes, quedando en esta oportunidad todos los laureles del lado de Benetton, que de la mano del alemán Michael Schumacher al comando del Benetton B195, obtuvo la doble corona de pilotos y constructores, otorgándole a Renault su cuarto título consecutivo como proveedor de impulsores.
Finalmente, las temporadas 1996 y 1997 fueron un concierto totalmente a pedir del tándem Williams-Renault, ya que en ambas temporadas se llevaron todos los títulos en juego, de manera casi inapelable. Como en 1995, Renault volvió a apostar por sus clientes Benetton y Williams para estas dos temporadas, sin embargo la escudería ítalo-inglesa vería mermada sus fuerzas tras la partida de Michael Schumacher y un grupo clave de ingenieros y mecánicos a la Scuderia Ferrari, que iniciaba de cero un proyecto de reestructuración con el que trató de hacerle sombra a Williams-Renault. Finalmente, el británico Damon Hill se llevó en 1996 el ansiado título que se le había negado en 1994 y 1995, otorgándole a su vez un nuevo título de constructores al tándem Williams-Renault, el cual se aseguró gracias a la actuación del novato canadiense Jacques Villeneuve. Sin embargo y como una reedición de lo ocurrido en 1992 y 1993, tras lograr el cetro Hill emigró al equipo Arrows, dejando la responsabilidad en manos de Villeneuve. Al canadiense no le pesó tal responsabilidad, aunque se encontraría con una oposición con bríos renovados, entre los que ya se pudieron ver los primeros resultados de la llegada de Schumacher a Ferrari y el paulatino resurgir de McLaren de la mano del proveedor Mercedes-Benz. La temporada 1997 fue nuevamente coronación doble para Williams-Renault, logrando así el proveedor francés su sexto título consecutivo de constructores, pero anunciando a fin de temporada su salida como proveedor oficial de motores para la Fórmula 1, dejando dicha responsabilidad de forma tercerizada, en manos del preparador de motores Mecachrome.
Tras haberse tomado una pausa en su incursión en la F1, dejando la provisión de motores de sus últimos clientes en manos de las empresas Mecachrome y Supertec sucesivamente, en 2001 Renault anunció la adquisición de la escudería Benetton Formula para reincursionar en la categoría. Pese a ello, la temporada inició bajo la denominación y librea de Benetton, equipado con impulsores Renault. El objetivo inicial de esta temporada fue el de desarrollo y adaptación a los nuevos parámetros de la categoría, recolectando datos para la presentación de la nueva escudería para la temporada siguiente. En efecto, el retorno de la casa francesa a la órbita de la Fórmula 1 resultó muy deslucido, cerrando la temporada con un muy discreto séptimo lugar y cosechando un podio de la mano de Giancarlo Fisichella en Spa-Francorchamps.
Finalmente, en 2002 se produjo el retorno oficial de Renault como escudería de Fórmula 1. Con la premisa "100% Renault" reflejada en su presentación, la nueva escudería francesa presentaba el Renault R202 para incursionar en el campeonato de esa temporada, con la ratificación de Jenson Button en el equipo (había debutado con Benetton en la temporada anterior) y la incorporación de Jarno Trulli en reemplazo de Fisichella. A pesar de mostrar un potencial discreto a lo largo de la temporada, Renault debió batallar principalmente contra Sauber para erigirse como la primera escudería de la parrilla, por fuera de las llamadas "Tres Grandes" de la temporada y la década (Ferrari, McLaren y Williams). Con todo ello, la escudería francesa cerró la temporada en la cuarta ubicación, retomando la que fue desde 1996 la posición de su predecesora Benetton.

## Marcas integrantes del Groupe Renault

### Actuales
- Renault
- Alpine (100%)
- Dacia (100%)
- Samsung (capital repartido entre Geely Auto (34,02%) y Samsung Card (13,1%), quedando Groupe Renault con 52,88%).[13]
- Jiangling Motors Electric Vehicles (capital repartido con el Groupe Renault propietario del 50%, Jiangling Motors del 37% y el 13% en manos de capitales chinos).[14]

### Divisiones y marcas anteriormente propiedad del Groupe Renault
- Renault Trucks (vendida a AB Volvo en 2001)
- American Motors (propiedad del Groupe Renault entre 1979 y 1986)
- AvtoVAZ (propiedad del Groupe Renault entre 2016 y 2022)

### Divisiones desaparecidas
- Renault Sport (fusionada con Alpine)
- Renault Gordini (desactivada)

### División deportiva
- Alpine F1 Team